# Agnes Obel

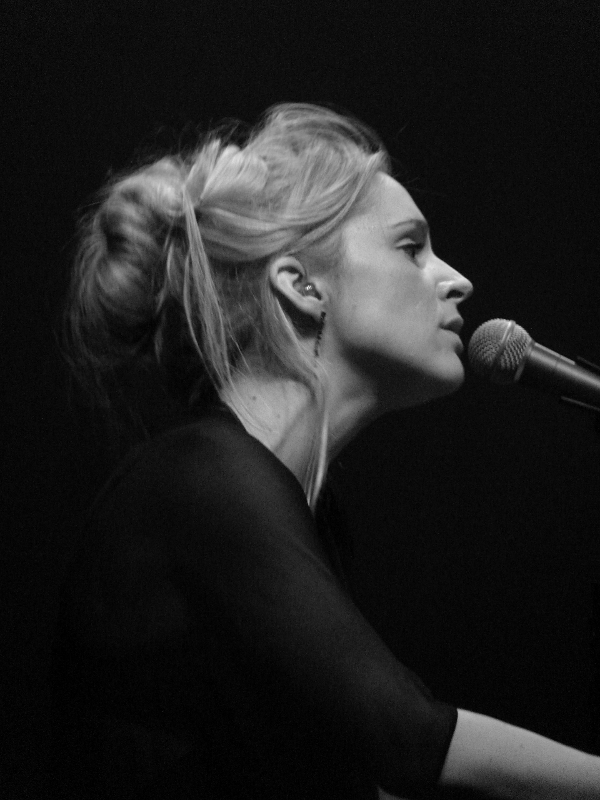
Agnes Obel in het Cirque Royal in Brussel in 2011

Agnes Caroline Thaarup Obel (Kopenhagen, 28 oktober 1980) is een Deense singer-songwriter.
Obel komt uit een muzikale familie en doorliep het Det frie gymnasium en studeerde aan de Universiteit van Roskilde. Obel speelde in de band Sohio en in oktober 2010 kwam haar eerste solo-cd Philharmonics uit via PIAS. Obel speelt meestal samen met de Duitse celliste Anne Ostsee (Anne Müller).
Ze speelde een kleine rol in de korte film Drengen der gik baglæns uit 1995 van Thomas Vinterberg.
In 2012 won Agnes Obel een EBBA-award.

## Discografie

### Albums
| Album met eventuele hitnotering(en) in de Nederlandse Album Top 100 | Datum van verschijnen | Datum van binnenkomst | Hoogste positie | Aantal weken | Opmerkingen |
| ------------------------------------------------------------------- | --------------------- | --------------------- | --------------- | ------------ | ----------- |
| Philharmonics                                                       | 17-09-2010            | 16-10-2010            | 8               | 67           |             |
| Aventine                                                            | 27-09-2013            | 05-10-2013            | 5               | 26           |             |
| Citizen of Glass                                                    | 21-10-2016            | 29-10-2016            | 9               | 7*           |             |
| Late Night Tales                                                    | 25-05-2018            |                       |                 |              |             |
| Myopia                                                              | 21-02-2020            |                       |                 |              |             |

| Album met hitnotering(en) in de Vlaamse Ultratop 200 albums | Datum van verschijnen | Datum van binnenkomst | Hoogste positie | Aantal weken | Opmerkingen |
| ----------------------------------------------------------- | --------------------- | --------------------- | --------------- | ------------ | ----------- |
| Philharmonics                                               | 17-09-2010            | 16-10-2010            | 5               | 68           | Platina     |
| Aventine                                                    | 27-09-2013            | 05-10-2013            | 1(1wk)          | 73           |             |
| Citizen of Glass                                            | 21-10-2016            | 29-10-2016            | 8               | 7*           |             |

### EP
- iTunes Live à Paris (2011)
- iTunes Festival: London 2013 (2013)

### Singles
| Single met eventuele hitnotering(en) in de Nederlandse Top 40 | Datum van verschijnen | Datum van binnenkomst | Hoogste positie | Aantal weken | Opmerkingen                 |
| ------------------------------------------------------------- | --------------------- | --------------------- | --------------- | ------------ | --------------------------- |
| Just so                                                       | 06-09-2010            | -                     |                 |              | Nr. 87 in de Single Top 100 |

| Single met hitnotering(en) in de Vlaamse Ultratop 50 | Datum van verschijnen | Datum van binnenkomst | Hoogste positie | Aantal weken | Opmerkingen                       |
| ---------------------------------------------------- | --------------------- | --------------------- | --------------- | ------------ | --------------------------------- |
| Riverside                                            | 2011                  | 23-04-2011            | 3               | 25           | Nr. 6 in de Radio 2 Top 30 / Goud |
| Brother Sparrow                                      | 2011                  | 12-11-2011            | tip31           | -            |                                   |
| The Curse                                            | 2013                  | 31-08-2013            | tip30           | -            |                                   |
| Dorian                                               | 2013                  | 23-11-2013            | tip22           | -            |                                   |

### NPO Radio 2 Top 2000
| Nummer met noteringen in de NPO Radio 2 Top 2000 | '18  | '19  | '20  |
| ------------------------------------------------ | ---- | ---- | ---- |
| Riverside                                        | 1624 | 1941 | 1930 |

1. ↑  Een vetgedrukt getal geeft de hoogste notering aan.
2. ↑  2018 was het eerste jaar met een notering voor dit nummer.
3. ↑  Deze tabel is bijgewerkt tot en met de laatste editie (2024).

- Bibliothèque nationale de France: cb165185727 (data)
- Gemeinsame Normdatei: 1031202161
- International Standard Name Identifier: 0000 0001 2067 4692
- Library of Congress Control Number: no2011136901
- MusicBrainz: e3c4c4af-f83b-4168-84cb-898009dd0447
- Réseau des bibliothèques de Suisse occidentale: 02-A018580512
- Istituto Centrale per il Catalogo Unico: TSAV603835
- Système universitaire de documentation: 154699845
- Virtual International Authority File: 171683211